# 간노우라정
간노우리정(甲浦町)은 일본 고치현 아키군에 설치되었던 정이다. 현재의 도요정의 일부에 해당한다.